# Новые правые
Новые правые — термин, который употребляется для обозначения ряда политических течений и партий правого толка.
Часто обозначение «новые правые» относится к совокупности праворадикальных социально-философских течений, возникших в ряде стран Запада в 1970-е гг. в качестве реакции на теории неомарксистов и «новых левых». В частности, политическое движение Nouvelle Droite возникшее в 1969 г. во Франции, заявившее о своей приверженности правым («консервативным») ценностям, ядром которого стала «Группа по исследованию и изучению европейской цивилизации» (ГРЕСЕ), заметными участниками которой были Ален де Бенуа и Доминик Веннер.

## Экономическая теория
«Новыми правыми» иногда называют теоретиков, подчеркивающих благоприятное воздействие свободного рынка на экономические и политические свободы. Основные принципы их воззрений содержатся в работах Хайека и американского экономиста Милтона Фридмэна. Некоторые считают, что к новым правым примыкает и Дж. М. Бьюкенен с его школой общественного выбора. Новые правые немало позаимствовали у Адама Смита и во многом следуют либеральным идеям XIX века. Теории новых правых оказали большое влияние на развитие политического процесса в конце 1970-х гг., в частности, в Британии, а с приходом к власти администрации Рейгана — и в США. Член британской Консервативной партии Маргарет Тэтчер и её интеллектуальный наставник сэр Джозеф Кейт возглавили фракцию парламентской оппозиции, разделявшую философию новых правых. «Старые» правые, олицетворяемые таким старейшиной партии, как Эдвард Хит представлялись новым правым пособниками экономического и политического упадка Британии. Новые правые требовали полного пересмотра оснований деятельности тех институтов, которые вмешиваются в деятельность свободного рынка: профсоюзов, правительства, проводящего интервенционистскую экономическую политику и политику чрезмерных государственных расходов, особенно в сфере социальных пособий. Основными целями становился монетаризм и ликвидация идеологической доктрины социализма, как возможной альтернативы капитализму. Работы Хайека содержали последовательные нападки на то, что автор назвал «государственным социализмом», поставив знак равенства между социализмом и централизованным планированием. При этом Хайек считал, что рыночные механизмы могут хорошо работать только в определённом социальном и моральном контексте. По мнению Фридмэна для снижения уровня безработицы необходимо было ограничить роль профсоюзов. Хайек также критиковал ограничение свободы, к которому приводит налогообложение на содержание государства всеобщего благосостояния, но полагал, что некоторые из его целей можно достичь без ущемления личной свободы. Некоторые аспекты доктрин «новых правых» все еще используются в политике администраций многих стран.

### Политические движения Европы
Европейские новые правые (ЕНП) — движение, которое состоит из ряда аналитических центров, конференций, журналистских организаций и издательств, целью которого является изменение доминирующей политической культуры в сторону недемократических форм. На развитие движения большое влияние оказали идеи «междуцарствия» Армина Молера и «аполитейи» Юлиуса Эволы.
«Новые правые» заявляют об охватившем Европу моральном и ценностно-культурном кризисе и претендуют вывести её из этого кризиса, разработав новую идеологию, основанную на её культурных и политических истоках. Они выступают против мультикультурализма, провозглашая ориентацию на традиционные национально-культурные ценности.
Антон Шеховцов отмечает, что новые правые надеются, что на смену якобы декадентской эпохе эгалитаризма и космополитизма придет «совершенно новая культура, основанная на органических, иерархических и сверхличностных героических ценностях». А также указывает, что существует мнение, что «Новые правые» заменяют «старый» биологический расизм на «новый» культурный, и говорят о непреодолимых различиях между народами, употребляя не биологические или этнические термины, а культурные. Они отказываются от неприкрытого фашистского ультранационализма «во имя возвращения Европе её (по сути мифической) однородности примордиальных культур».
Ряд исследователей связывает идеологию «Новых правых» с неофашизмом или считают её протофашистской. Так, немецкий политолог А. Умланд, цитируя Р. Гриффина и М. Фельдмана, пишет в связи с поддержкой «GRECE» «Национального фронта» Ле Пена:
Они обеспечили Национальному фронту изысканный, демократически «респектабельный» дискурс расистского и националистического Третьего пути, в основе которого — идеи идентичности, корней и различия, которые оказались в достаточной степени отличными от формул «классического» фашизма, чтобы дать организации (т.е. Национальному фронту. — А.У.) доступ в партийную систему»
Во Франции движение «Новые правые» было основано Аленом де Бенуа, который следующим образом определяет идеологию движения:

«Я называю правой позицию, с которой разнообразие мира и относительное неравенство как его неизбежное следствие, рассматриваются как благо, а тенденция к увеличению однородности мира, являющееся результатом двухтысячелетнего господства эгалитарной идеологии, — как зло… Я вижу врага не в левых и не в коммунистах, а в той эгалитарной идеологии, разновидности которой, религиозные и светские, метафизические или якобы „научные“ процветали на протяжении двух тысяч лет. „Идеи 1789 года“ — лишь этап её развития, а коммунизм — её неизбежное следствие»
В России новым правым симпатизирует Александр Дугин.
В Швеции новые правые в 2010 году под лейблом «Шведские демократы» с Йимми Окессоном во главе набрали 5,7 % голосов и вошли в парламент. А в начале 2011 года в Финляндии пережила впечатляющий успех партия «Истинные финны», возглавляемая Тимо Сойни (с 19,1 % голосов они стали третьими в парламенте). На следующих парламентских выборах, прошедших в 2015 году, партии удалось сохранить свои позиции и стать второй в парламенте по количеству мандатов (за счет утраты восьми мандатов Социал-демократической партией Финляндии).
Партии с названием «Новые правые» существуют в Грузии и в Румынии.